# T-モバイル・パーク
T-モバイル・パーク（T-Mobile Park）は、アメリカ合衆国ワシントン州シアトルにある野球場。MLBのシアトル・マリナーズのホーム球場。チェイス・フィールドに次ぐ世界2番目の開閉式屋根付き天然芝の野球場でもある。
右翼スタンドの上に収納された屋根は3枚の鋼鉄板で出来ており、重さは約1万1,000トン。開閉には20分ほどの時間を要する。貨物線の隣に建設されたため、列車の走る音が屋根に反響して球場内に響き渡る。

## 球場の歴史
マリナーズはキングドームを本拠地球場にしていたが、施設の老朽化に加え、ドーム球場の閉塞感などに対するファンの不満が高まっていたため、1990年代に入り新球場建設を決定。1995年10月14日、州議会臨時会において、新球場建設資金提供法案が可決され、地元自治体の支援を受け建設することとなった。
1997年3月8日に工事開始。当時マリナーズに所属していた人気選手ケン・グリフィー・ジュニアも出席した記念式典には3万人のファンが詰めかけ、新球場への期待の高さが見て取れる。
1998年6月4日には、地元の保険会社セーフコ（en）がネーミングライツを20年180万ドルで買い取ったことが発表され、球場名は「セーフコ・フィールド」になっていた。2018年12月19日、T-Mobile USが新たに25年間のネーミングライツを取得し、「T-モバイル・パーク」となり、現在に至る。

## フィールドの特徴
- 世界で2番目となる開閉式屋根付き天然芝球場[4]。
- フィールドが広く、とりわけ左中間が深い。守備範囲が広い強肩の外野手が求められ、右打者は苦戦する。
- ファウルアウトの指数はオークランド・アラメダ・カウンティ・コロシアムに次いでアメリカンリーグの球場で2番目に高く、パークファクターでは投手有利の傾向が出ている[5]。
- センター奥の広場はザ・ペンと呼ばれ、他のゲームよりも2時間早くオープンしている[5]。

## 改修
フェンスを動かして打者に有利にするという案が以前より出ており、2012年10月、マリナーズのGMのジャック・ズレンシックは、セーフコ・フィールドの改修を決定した。
2013年シーズンの前に左中間を390ft（約118.8m）から378ft（約115.2m）に、中堅を405ft（約123.4m）から401ft（約122.2m）に、右中間を385ft（約117.3m）から381ft（約116.1m）に縮小させた。16ft（約4.8m）だった左翼の壁の高さは、フェンスを超える打球を捕りやすいように8ft（約2.4m）に低くした。

## 主要な出来事

### 野球
- 1999年7月15日、開場（パドレス 3 - 2 マリナーズ）。
- 2001年7月10日、オールスターゲーム開催（ア 4 - 1 ナ）。イチローが日本人野手初のオールスター出場を果たした。
- 2004年10月1日、イチローがシーズン258安打を達成。それまでのMLB記録だったジョージ・シスラーの257安打を84年ぶりに塗り替えた。
- 2005年7月15日、オリオールズのラファエル・パルメイロが通算3000安打を達成。
- 2007年6月2日、エドガー・マルティネスのチーム殿堂入りセレモニーが行われた。
- 2011年6月24日-26日、フロリダ・マーリンズの本拠地（当時）であるサンライフ・スタジアムで『U2 360° Tour』公演が行われたため、マーリンズ対マリナーズ3連戦をマーリンズ主催試合として当球場で開催した。
- 2012年4月21日、ホワイトソックスのフィリップ・ハンバーが史上21人目の完全試合を達成。
- 2012年8月15日、フェリックス・ヘルナンデスが史上23人目の完全試合を達成。同一球場で同じ年に複数回完全試合が達成されるのはメジャー史上初、更に完全試合を喫したチームが同じ年に完全試合を達成するのも史上初である。
- 2015年8月12日、マリナーズの岩隈久志がMLBで自身唯一の完投勝利をノーヒットノーランで達成（マリナーズ 3 - 0 オリオールズ）。
- 2021年5月5日、オリオールズのジョン・ミーンズがノーヒットノーランを達成（マリナーズ 0 - 6 オリオールズ）。約2週間後の5月18日にはタイガースのスペンサー・ターンブルもノーヒットノーランを達成（マリナーズ 0 - 5 タイガース）。
- 2023年7月11日、MLBオールスターゲームが開催された。

### その他
- 2003年3月30日、WWEレッスルマニアXIXが開催、54,097人が動員され同スタジアムの最多入場記録となった。
- 2024年元日、NHLウィンター・クラシックが開催。クラーケンが3-0でゴールデンナイツを降す。

## ギャラリー

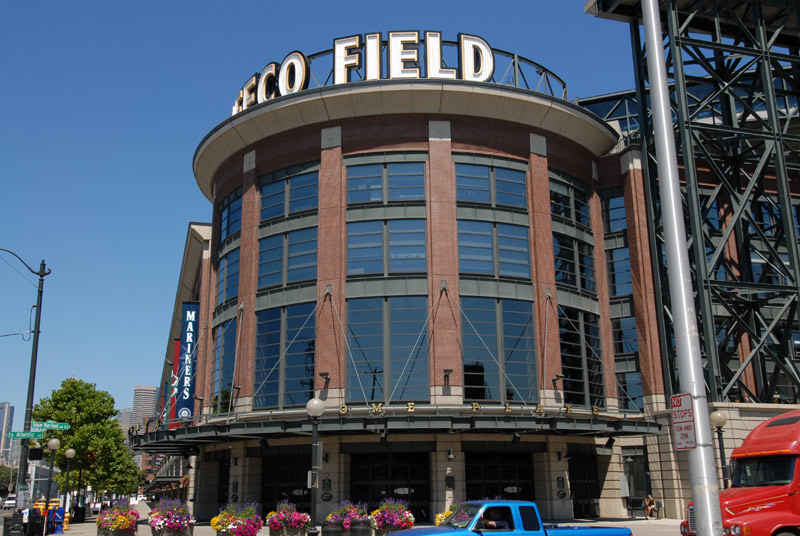
球場正面
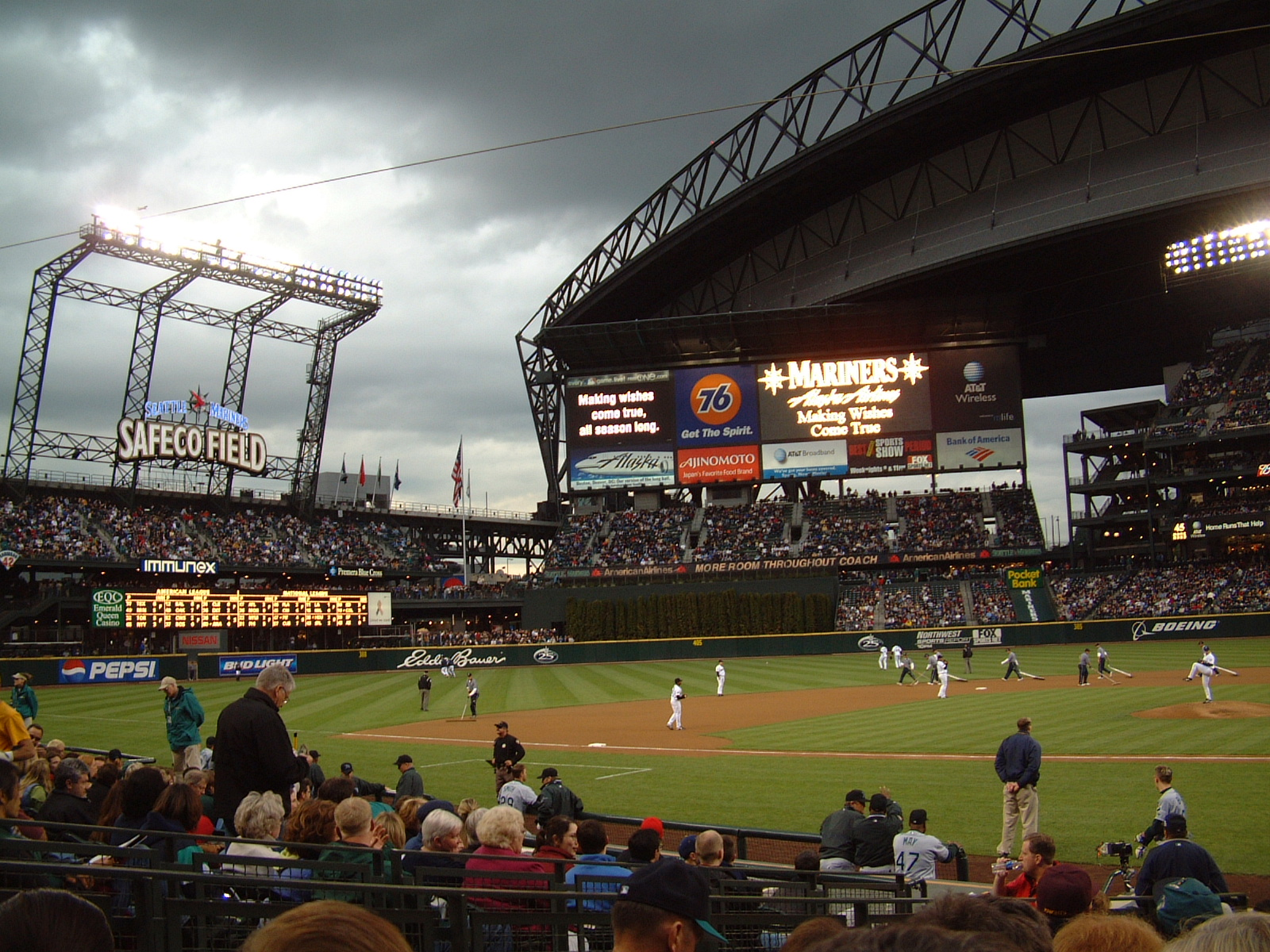
フィールド
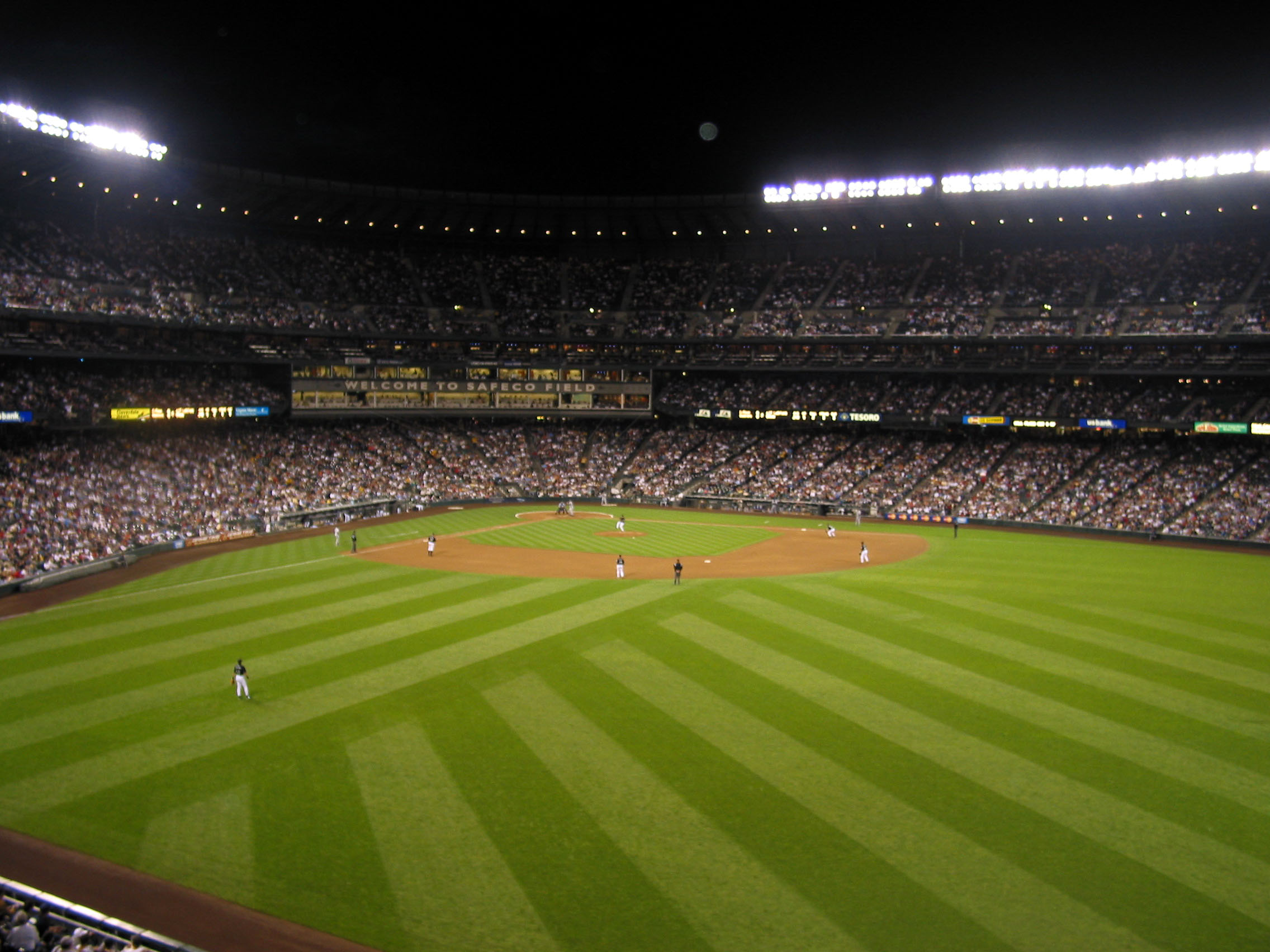
外野席から
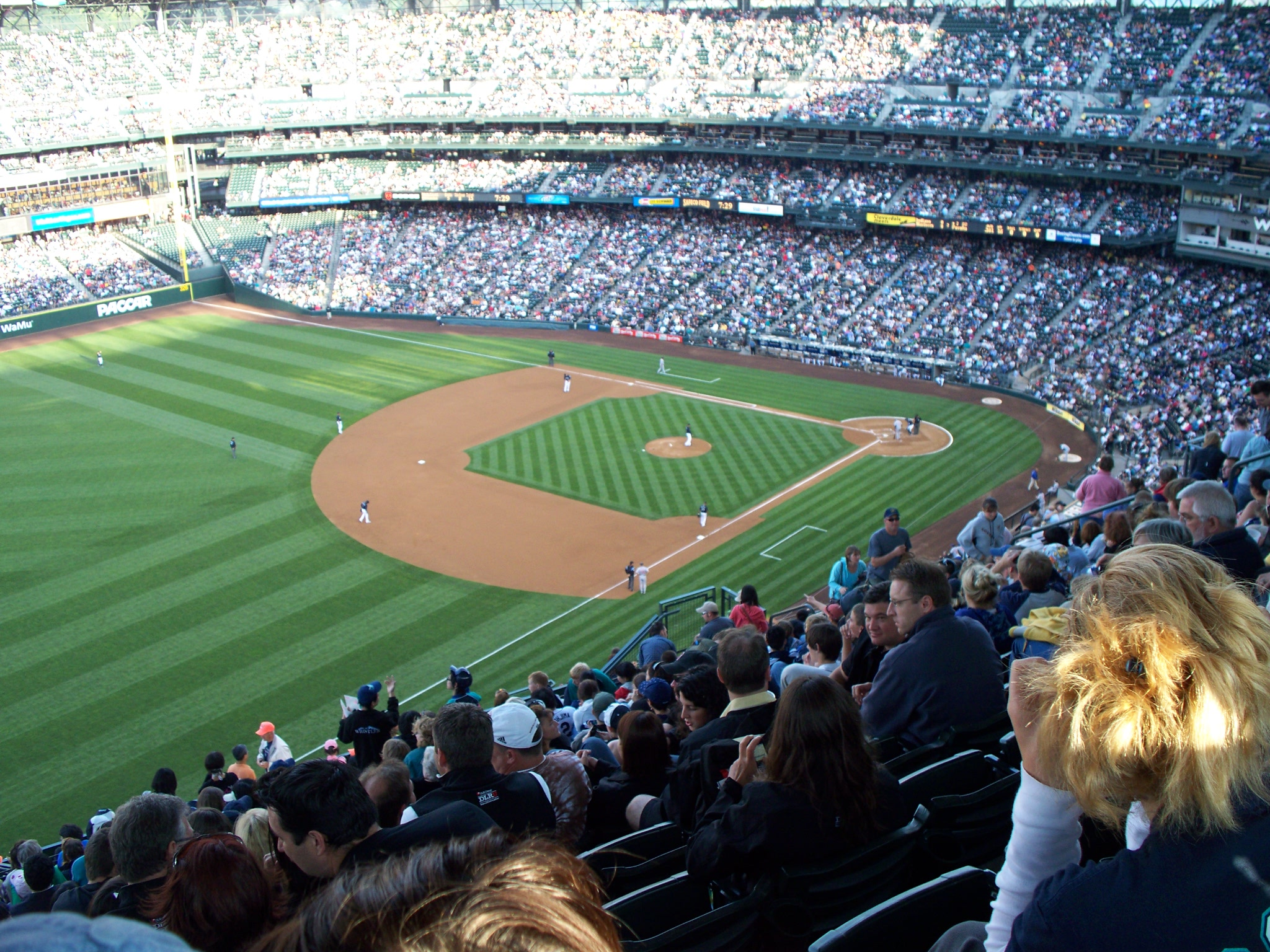
上部左側の席から
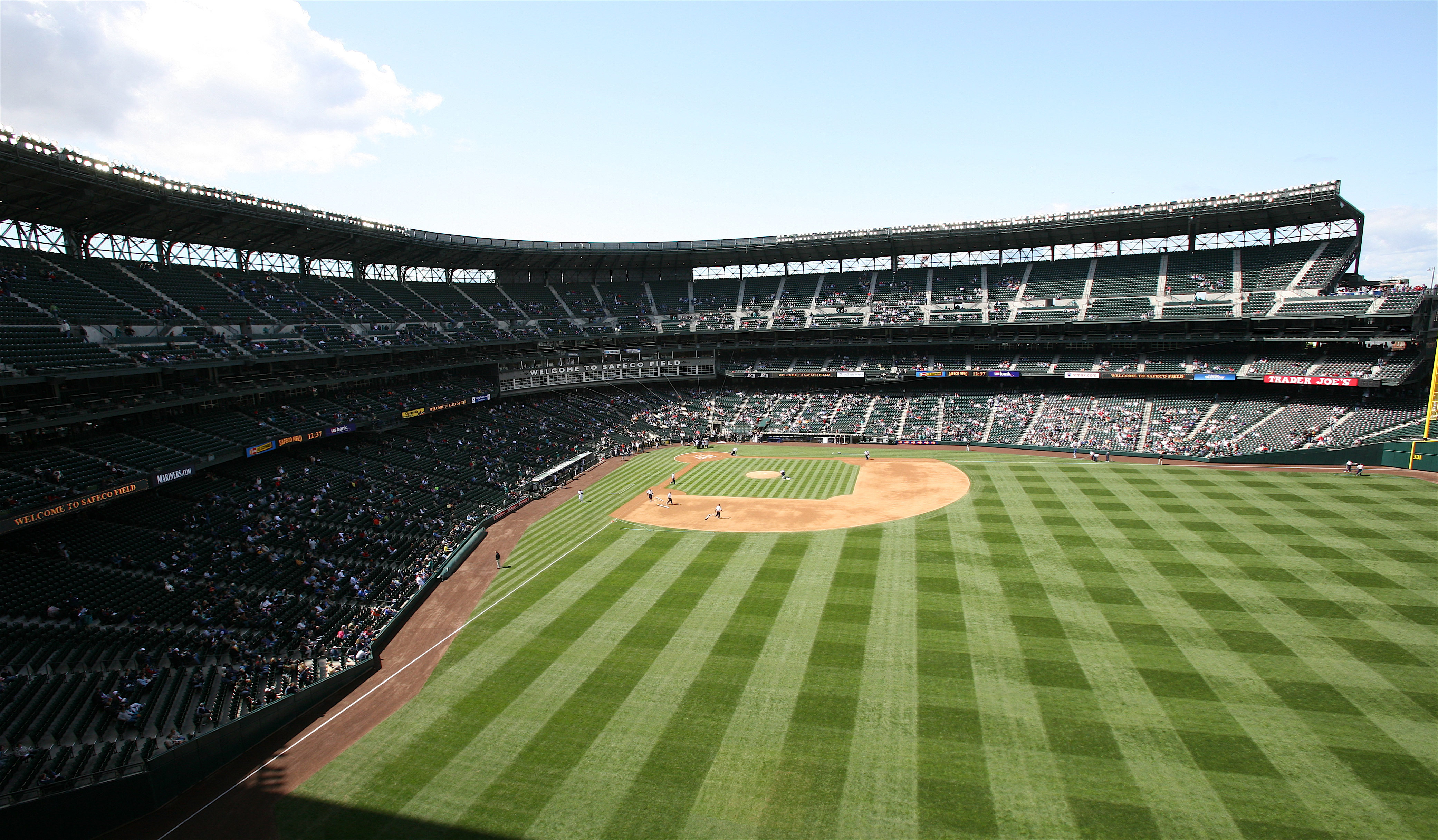
スタンド南側